# Kraftwerk 2
Kraftwerk 2 är det andra studioalbumet av den tyska gruppen Kraftwerk, släppt 1972 av skivbolaget Phonogram på etiketten Philips. Inspelningen ägde rum under sju dagar i deras egen Kling Klang Studio i Düsseldorf och i studion Star Musik Studio i Hamburg mellan den 26 september och 1 oktober 1971. Redan på detta helt instrumentella album kan man ana det sound som gjorde gruppen så nyskapande.
I ett initialt skede av skivan hade musikerna Michael Rother och Klaus Dinger deltagit men samarbetet avbröts på grund av "en fråga om temperament och personlighet", som Rother senare har förklarat det. Detta resulterade i att bandet inte hade någon trummis vilket fick dem att experimentera med en rytmmaskin från en elorgel som de med hjälp av ekoeffekter och filter skapade alla trumrytmer med på albumet.
Omslaget består liksom debuten (Kraftwerk) av en vägkon, men här är konen grön istället för röd. På insidan finns ett collage små svartvita bilder på Ralf, Florian och Konrad Plank tillsammans med fotografier av några av de instrument som användes på skivan.
Det finns ingen officiell CD-utgåva av skivan men dock en mängd bootlegs.

## Låtlista
Alla låtar är skrivna och komponerade av Ralf Hütter och Florian Schneider-Esleben. 
| 1. | Klingklang | 17:36 |
| 2. | Atem       | 2:57  |

| 3. | Strom       | 3:52 |
| 4. | Spule 4     | 5:20 |
| 5. | Wellenlänge | 9:40 |
| 6. | Harmonika   | 3:17 |

## Medverkande
- Ralf Hütter – elorgel, elpiano, bas, rytmmaskin, harmonium, klockspel
- Florian Schneider – flöjter, fiol, elgitarr, klockspel, effekter
- Conny Plank – ljudtekniker

## Olika utgåvor
| Land           | Datum | Etikett | Format  | Katalognr. |                                                            |
| Tyskland       | 1971  | Philips | Vinyl   | 6305 117   | Dubbelvikt omslag                                          |
| Tyskland       | 1972  | Philips | Vinyl   | 6305 117   | återutgivning, enkelt omslag                               |
| Storbritannien | 1972  | Vertigo | Vinyl   | 6441 077   | En dubbel-LP med Kraftwerks två första LP.                 |
| Frankrike      | 1973  | Philips | Vinyl   | 9118 003   | enkelt omslag                                              |
| Italien        | 197?  | Fontana | Vinyl   | 9286 876   | kompilation tillsammans med Autobahn, enkelt omslag        |
| Japan          | 1979  | Philips | Vinyl   | BT 8108    | enkelt omslag med obi                                      |
| Spanien        | 1979  | Philips | Vinyl   | 6305 117   | dubbelvikt omslag, kopia av tyska originalet               |
| Spanien        | 1979  | Philips | Kassett | 71 05 249  |                                                            |
| Storbritannien | 1981  | Vertigo | Vinyl   | 6441 077   | återutgivning, enkelt omslag med Kraftwerks två första LP. |